# بيت الجماني (بني العوام)

تعديل مصدري - تعديل

بيت الجماني هي إحدى قرى عزلة قطعة الصرابي بمديرية بني العوام التابعة لمحافظة حجة، بلغ تعداد سكانها 39 نسمة حسب تعداد اليمن لعام 2004.